# Sărbători ale musulmanilor din România
Orice colectivitate umană își găsește modul de exprimare în tradiții, obiceiuri și sărbători laice și religioase. Identitatea etnică, religioasă și culturală este un semn al recunoașterii prezenței și demnității celuilalt. Musulmanii din România pun mare accent pe respectarea sărbătorilor laice și religioase.

## Respectul față de vârstnici
Ca în orice comunitate, și în comunitatea musulmană din România există un interes și un respect deosebit pentru bătrâni, pentru experiența și înțelepciunea lor. Vârstnicii sunt modele de urmat; ei iubesc judecata dreaptă și respectă credința și religia. Respectul tinerilor față de bătrâni trebuie exprimat în orice moment al zilei și în orice aspect al vieții. Obligația elementară a tânărului este să sărute mâna celor mai în vârstă.

## Sărbătoarea Sacrificiului
Sărbătoarea religioasă musulmană anuală exprimă o desăvârșită și necondiționată supunere și adorație față de Allah Atotputrnicul și Milostivul, Cel cu nouăzeci și nouă de nume sublime, preafrumoase. Credința în Allah este mai puternică decât dragostea și ocrotirea paternă. Tradiția musulmană a consemnat în Sfântul Coran că Ibrahim, pus să aleagă între a-și sacrifica propriul fiu și adorația față de Allah, alege cea de-a doua variantă. Ca recompensă, Allah îi trimite un berbec ce va fi sacrificat în locul fiului, care astfel va trăi.
Sacrificiul berbecului, a cărui carne se împarte între familie, văduve, nevoiași etc., este o obligație a musulmanului independent din punct de vedere economic. După rugăciunea de Bayram (Bayram Namazî), care se face obligatoriu în moschei, și după ce bărbații trec pe la casele celor decedați peste an, unde se citește din Sfântul Coran, urmează patru zile de bucurie.

## Sărbătoarea Postului
Alături de Sărbătoarea Sacrificiului, Ramazan Bayram este considerată a doua cea mai importantă sărbătoare religioasă a cultului musulman. Luna de post, care durează 30 de zile, are rolul de fortificare fizică și mentală și se încheie cu slujba de Bayram, fiind urmată de trei zile de bucurie și destindere. Se crede că în a douăzeci și șaptea zi a postului a început revelarea Sfântului Coran, în noaptea de Kadîr (Noaptea Destinului).
Sărbătoarea Ramazan Bayram este o sărbătoare a bucuriei și împăcării, a curățeniei spirituale, a credinței și a venerării lui Allah. Tradiția islamică consemnează că în luna Ramazan se deschid porțile Raiului, se închid porțile Iadului și Diavolul este legat în lanțuri. Musulmanul postește de la mijitul zorilor până la apusul soarelui.
Seara și noaptea, în geamii, are loc rugăciunea colectivă numită Teravih, condusă de regulă de un imam și oferită lui Allah Preaînaltul. Postul de treizeci de zile constituie o adevărată „baie spirituală” — a milosteniei, a iertării, a venerării lui Allah și a lecturii Sfântului Coran.

## Nașterea Profetului
Articol principal: Mawlid - Nașterea Profetului
Nașterea Profetului Muhammad reprezintă, în tradiția religioasă islamică, începutul dezrădăcinării ignoranței, nedreptății, imoralității și ilegalității. Profetul s-a născut în ziua a 12-a din a 3-a lună a calendarului arab (Rebbiu-l-Evvel). Noaptea nașterii sale este sărbătorită cu rugăciuni și aduceri aminte.
Numele „Muhammad” are rădăcina H-M-D, care înseamnă „a lăuda” sau „a slăvi”, iar numele Profetului se traduce prin „cel lăudat”.
Muhammad a fost fiul lui Abdullah, din clanul Banu Hashim, parte a tribului Quraysh. Tatăl său a murit cu aproximativ șase luni înainte de nașterea lui. Copilul Muhammad a fost crescut de bunicul său, `Abdu-l-Muttalib, care l-a tratat ca pe propriul său fiu. După moartea mamei sale, la vârsta de doar șase ani, Muhammad a rămas orfan.
La vârsta de 40 de ani, Muhammad a primit prima revelație de la Allah în peștera Hira. După primele sure, revelația s-a întrerupt pentru o perioadă îndelungată, fapt care l-a făcut pe Profet să se descurajeze. Totuși, îngerul Gabriel l-a reasigurat că este alesul lui Allah.
Musulmanii nu l-au considerat niciodată pe Muhammad o ființă divină, ci un om cu un comportament exemplar, lucru confirmat și de Sfântul Coran.
Plecarea Profetului Muhammad, în anul 622, împreună cu primii săi credincioși la Yathrib (viitoarea Medina), marchează începutul erei islamice (Hijra).

## Noaptea destinului (Laylatu-L-Qadar)
În această noapte a început coborârea versetelor Coranului. Noaptea Destinului (Laylat al-Qadr) este o noapte unică, plină de iertare și purificare spirituală. Revelarea Coranului a durat aproximativ 23 de ani.
În noaptea de Kadîr, credincioșii musulmani din România și din întreaga lume se roagă până în zori pentru iertarea păcatelor, căci Allah este Iertător.

## Noaptea lunii Regep
Conform calendarului islamic, lunile Regep, Șaban și Ramazan sunt considerate cele mai înălțătoare și pline de belșug. În aceste luni, Allah iartă păcatele supușilor Săi, ele fiind un prilej de rugăciune, de reflecție și de îndreptare a greșelilor.
Musulmanii cu adevărat credincioși se roagă la Allah în prima noapte de vineri a lunii Regep. Musulmanii din România cred că rugăciunile sunt primite cu precădere în următoarele momente: în prima vineri a lunii Regep, în a cincisprezecea noapte din luna Șaban, în noaptea Sărbătorii Postului (Ramazan Bayram), în noaptea Sărbătorii Sacrificiului (Kurban Bayram) și în toate nopțile de vineri.

## Noaptea de Berat
Aceasta este a cincisprezecea noapte a lunii Șaban, reprezentând noaptea iertării păcatelor, în care orice musulman poate fi absolvit de greșeli prin rugăciune sinceră. Potrivit Surei 53, versetul 62, Allah a spus:
„Nu este nimeni care să ceară iertare, ca să-l iert? Nu este nimeni care să ceară mijloace de subzistență, ca să i le dau? Nu este nimeni bolnav sau în necaz, ca să-l însănătoșesc și să-i alung necazurile? Nimeni nu are alte dorințe ca să i le îndeplinesc?”
Musulmanii din România cred că, în această noapte sfântă, trebuie să renunțe la egoism, dușmănie și minciună. Este un moment în care trebuie să se împace, să se înțeleagă bine unii cu alții și să își ajute frații de credință.

## Ziua de Vineri
În ziua de vineri, credincioșii musulmani din România se adună la geamii, unde rugăciunea se desfășoară în mod colectiv. Profetul Muhammad a spus că ziua de vineri a fost așezată în Rai și apoi scoasă de acolo pentru a fi oferită oamenilor.
Coranul menționează, în Sura Rugăciunii de Vineri, că orice musulman trebuie să renunțe la celelalte preocupări și să se grăbească să-l pomenească pe Allah. Rugăciunea de vineri este precedată de o predică (khutba) pe teme religioase, menită să educe și să întărească legătura credincioșilor cu religia.